# Ster van Zwolle 2024
De 63e editie van de wielerwedstrijd Ster van Zwolle vond plaats op 2 maart 2024. De wedstrijd startte en finishte in Zwolle en was 183,2 kilometer lang. De wedstrijd maakte deel uit van de UCI Europe Tour, met de categorie 1.2. De Deen Nicklas Pedersen won de door waaiers gekleurde wedstrijd. Hij werd zo, na Marc Wauters in 1994, pas de tweede niet-Nederlander die de koers wist te winnen.

## Uitslag
| Plaats  | Naam                | Ploeg                      | Tijd     |
| ------- | ------------------- | -------------------------- | -------- |
| Winnaar | Nicklas Pedersen    | TDT-Unibet                 | 3u55'12" |
| 2       | Simon Dehairs       | Alpecin-Deceuninck Dev.    | + 43"    |
| 3       | Vlad Van Mechelen   | Dev. dsm-firmenich PostNL  | z.t.     |
| 4       | Victor Broex        | Metec-Solarwatt p/b Mantel | z.t.     |
| 5       | Abram Stockman      | TDT-Unibet                 | z.t.     |
| 6       | Tijmen Eising       | BEAT                       | z.t.     |
| 7       | Tim Torn Teutenberg | Lidl-Trek Future           | z.t.     |
| 8       | Niek Hoornsman      | VolkerWessels              | z.t.     |
| 9       | Tim Marsman         | Metec-Solarwatt p/b Mantel | z.t.     |
| 10      | Jelle Johannink     | TDT-Unibet                 | z.t.     |
| 11      | Kristian Egholm     | Lidl-Trek Future           | + 49"    |
| 12      | Ole Theiler         | Storck-Metropol            | + 1'54"  |
| 13      | Niklas Behrens      | Lidl-Trek Future           | + 1'56"  |
| 14      | Roy Hoogendoorn     | Metec-Solarwatt p/b Mantel | + 2'00"  |
| 15      | Joshua Huppertz     | Lotto Kern-Haus PSD Bank   | z.t.     |
| 16      | Coen Vermeltfoort   | VolkerWessels              | z.t.     |
| 17      | Rick Ottema         | Diftar                     | z.t.     |
| 18      | Lennert Belmans     | Alpecin-Deceuninck Dev.    | z.t.     |
| 19      | Johan Dorussen      | Dev. dsm-firmenich PostNL  | z.t.     |
| 20      | Mārtiņš Pluto       | BEAT                       | + 2'07"  |